# Deliska problemet

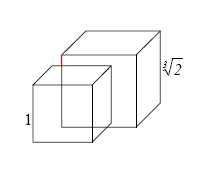

Deliska problemet eller kubens fördubbling är en omöjlig geometrisk konstruktion som mycket sysselsatte forntidens lärde och i vilken det gäller att med passare och ograderad linjal konstruera kanten av den kub eller tärning, vars volym är dubbelt så stor som en given kubs (duplicatio cubi). Plutarchos berättar att, då en pest härjade Aten, gav oraklet på Delos de rådfrågande det svaret att man för att farsoten skulle upphöra, borde "fördubbla" Apollons kubformade altare. För att få veta sidlängden på det blivande altaret vände man sig till Platon, vilken, ur stånd att besvara frågan, förklarade att det guden mindre åsyftade var att hans altare skulle fördubblas, utan snarare att grekerna skulle vinnlägga sig om geometrins studium. Emellertid visar det sig att det inte går att fördubbla kuben med hjälp av konstruktionerna i euklidisk geometri. Detta kan visas genom att formulera problemet algebraiskt: Kalla den givna kubens kant a och den söktas x; de respektive kubernas volymer blir då a ³ och x ³, och följande likhet kan uppställas: 
{\displaystyle x^{3}=2a^{3}\,}
För att lösa uppgiften behöver man alltså kunna konstruera talet {\displaystyle {\sqrt[{3}]{2}}}. Man kan dock visa att detta inte är ett konstruerbart tal, ty kroppsutvidgningen av de rationella talen med ett konstruerbart tal måste ha ett gradtal som är en tvåpotens, och gradtalet för kroppsutvidgningen är detsamma som talets minimalpolynom. Minimalpolynomet till {\displaystyle {\sqrt[{3}]{2}}} är {\displaystyle x^{3}-2} som har grad 3.